# Desintegrativ störning hos barn
Desintegrativ störning hos barn, även känt som Hellers syndrom, är ett sällsynt syndrom som innebär att ett barn efter tre års ålder försämras i sin språkliga utveckling, sin sociala funktion och sina motoriska färdigheter. Forskare har inte lyckats hitta en orsak till störningen. Störningen liknar autism, och räknas till autismspektrumstörningarna, men skiljer sig i att barnet utvecklas normalt fram till två till fem års ålder, men ibland kan debuten ske så sent som i 10-årsåldern.  Syndromet är sällsynt och beräknas drabba runt 17 barn av en miljon.
Desintegrativ störning hos barn beskrevs ursprungligen av den österrikiska läraren Theodor Heller år 1908, 35 år innan Leo Kanner och Hans Asperger beskrev autism. Heller använde namnet dementia infantilis  (barndomsdemens) för syndromet. 
En märkbar period av en någorlunda normal utveckling uppmärksammas innan en regression av färdigheter sker. Detta händer ofta efter 3 år av normal utveckling. Regressionen kan vara så dramatisk att barnet är medveten om den, och kan i början till och med fråga, vokalt, vad som händer med det.
Vissa barn beskriver eller reagerar på hallucinationer, men det uppenbara symptomet är att färdigheter försvinner. Många barn är redan något sena när störningen blir synbar, men dessa förseningar är inte alltid påtagliga hos yngre barn. Många författare har beskrivit desintegrativ störning hos barn som ett förödande tillstånd, som påverkar både familjen och individens framtid.